# WASP-79
WASP-79は、エリダヌス座の恒星で10等星。太陽系外惑星が発見されている。

## 概要
F5のスペクトルを持つ黄白色の主系列星で、ガイア計画で観測された年周視差によると地球から約810光年の位置にある。
2012年、太陽系外惑星探索コンソーシアム「WASP（Wide Angle Search for Planets）」のチームが2010年から2011年にかけて行ったトランジット法による探査で太陽系外惑星WASP-79bが発見された。この惑星は、主星からわずか0.05天文単位 (au) の軌道を約3.7日の周期で公転しており、主星から受ける強力な放射で表面温度は1,770 K という高温となっている典型的なホット・ジュピターである。
| 名称 （恒星に近い順） | 質量           | 軌道長半径 （天文単位） | 公転周期 (日)         | 軌道離心率 | 軌道傾斜角  | 半径           |
| --------------------- | -------------- | ----------------------- | --------------------- | ---------- | ----------- | -------------- |
| b (Pollera)           | 0.90 ± 0.09 MJ | 0.0539 ± 0.0009         | 3.6623817 ± 0.0000051 | —          | 85.4 ± 0.6° | 1.70 ± 0.11 RJ |

## 名称
2019年、世界中の全ての国または地域に1つの系外惑星系を命名する機会を提供する「IAU100 Name ExoWorldsプロジェクト」において、WASP-79 と WASP-79b はパナマ共和国に割り当てられる系外惑星系となった。このプロジェクトは、「国際天文学連合100周年事業」の一環として計画されたイベントの1つで、パナマ国内での選考、国際天文学連合 (IAU) への提案を経て太陽系外惑星とその主星に固有名が承認されるものであった。2019年12月17日、IAUから最終結果が公表され、WASP-79はMontuno、WASP-79 bはPolleraと命名された。これらはいずれもパナマの民族舞踊で着用する伝統的な衣装の名前に由来しており、Montuno は男性が着る衣装「モントゥノ」に、Polleraは女性が着る衣装「ポジェラ」に、それぞれちなんで名付けられている。